# Xã Monegaw, Quận St. Clair, Missouri
Xã Monegaw (tiếng Anh: Monegaw Township) là một xã thuộc quận St. Clair, tiểu bang Missouri, Hoa Kỳ. Năm 2010, dân số của xã này là 256 người.